# Mibu
Mibu (壬生町, Mibu-machi) és una vila i municipi de la prefectura de Tochigi, a la regió de Kanto, Japó i pertanyent al districte de Shimotsuga. Tot i que la seua activitat principal és l'agricultura, actualment s'està convertint en una ciutat dormitori d'Utsunomiya degut a la seua proximitat.

## Geografia
El municipi de Mibu està situat al sud-est de la prefectura de Tochigi. El municipi es troba als límits més septentrionals de la plana de Kantо̄ i el seu relleu és pla amb algunes elevacions de 50 a 100 metres sobre el nivell de la mar. El riu Kuro passa per dins del municipi. Mibu es troba a vora 90 quilòmetres al nord des de Tòquio i limita al nord amb Utsunomiya, la capital prefectural. Aproximadament una tercera part del territori de Mibu es troba cobert per camps d'arròs. El terme municipal de Mibu limita amb els d'Utsunomiya i Kanuma al nord i amb Tochigi i Shimotsuke al sud.

### Clima
Mibu té un clima continental humid, caracteritzat per estius càlids i hiverns freds amb fortes nevades. La temperatura mitjana anual és de 13,8 graus. La mitjana anual de precipitacions és de 1.385 mil·límetres, sent el setembre el mes més humid. Les temperatures més altres es troben a l'agost, amb una mitjana de 26,1 graus i el mes més fred és el gener, amb una mitjana de vora els 2,4 graus.

## Història
Diverses restes de kofuns o túmuls funeraris del període Kofun han estat trobats a Mibu. Durant el període Tokugawa la zona va ser governada pel feu de Mibu. El poble que va créixer als voltants del castell de Mibu va esdevindre una shukuba o casa de postes al camí de Nikkō, que connectava Edo amb el complex religiós de Nikko. Després de la restauració Meiji i amb la nova llei de municipis de l'1 d'abril de 1889 es fundà la vila de Mibu i els pobles d'Inaba i Minami-Inukai, tots tres pertanyents al districte de Shimotsuga. Inaba va ser absorbida per Mibu el 3 de novembre de 1954, seguit de Minami-Inukai el 28 de juliol de 1955.

## Política i govern

### Alcaldes
En aquesta taula només es reflecteixen els alcaldes democràtics, és a dir, des de l'any 1947. En el cas concret de Mibu, des de 1954.
| Alcalde           | Inici del mandat | Fi del mandat | Partit | Partit |
| Tsurushichi Satō  | 1954             | 1958          |        | Ind    |
| Kenichirō Odagaki | 1958             | 1966          |        | Ind    |
| Shōji Satō        | 1966             | 1970          |        | Ind    |
| Saburō Satō       | 1970             | 1978          |        | Ind    |
| Masayuki Satō     | 1978             | 1982          |        | Ind    |
| Shōzō Usai        | 1982             | 1990          |        | Ind    |
| Hideyo Shimizu    | 1990             | 2010          |        | Ind    |
| Kazuya Kosuge     | 2010             | -             |        | Ind    |

## Demografia
| 1920   | 1930   | 1940   | 1950   | 1960   | 1970   | 1980   |
| ------ | ------ | ------ | ------ | ------ | ------ | ------ |
| 17.785 | 18.999 | 20.189 | 26.029 | 24.007 | 25.485 | 35.037 |
| 1990   | 2000   | 2010   | 2020   | 2030   | 2040   | 2050   |
| 39.588 | 39.853 | 39.617 | 39.296 | -      | -      | -      |

## Transport

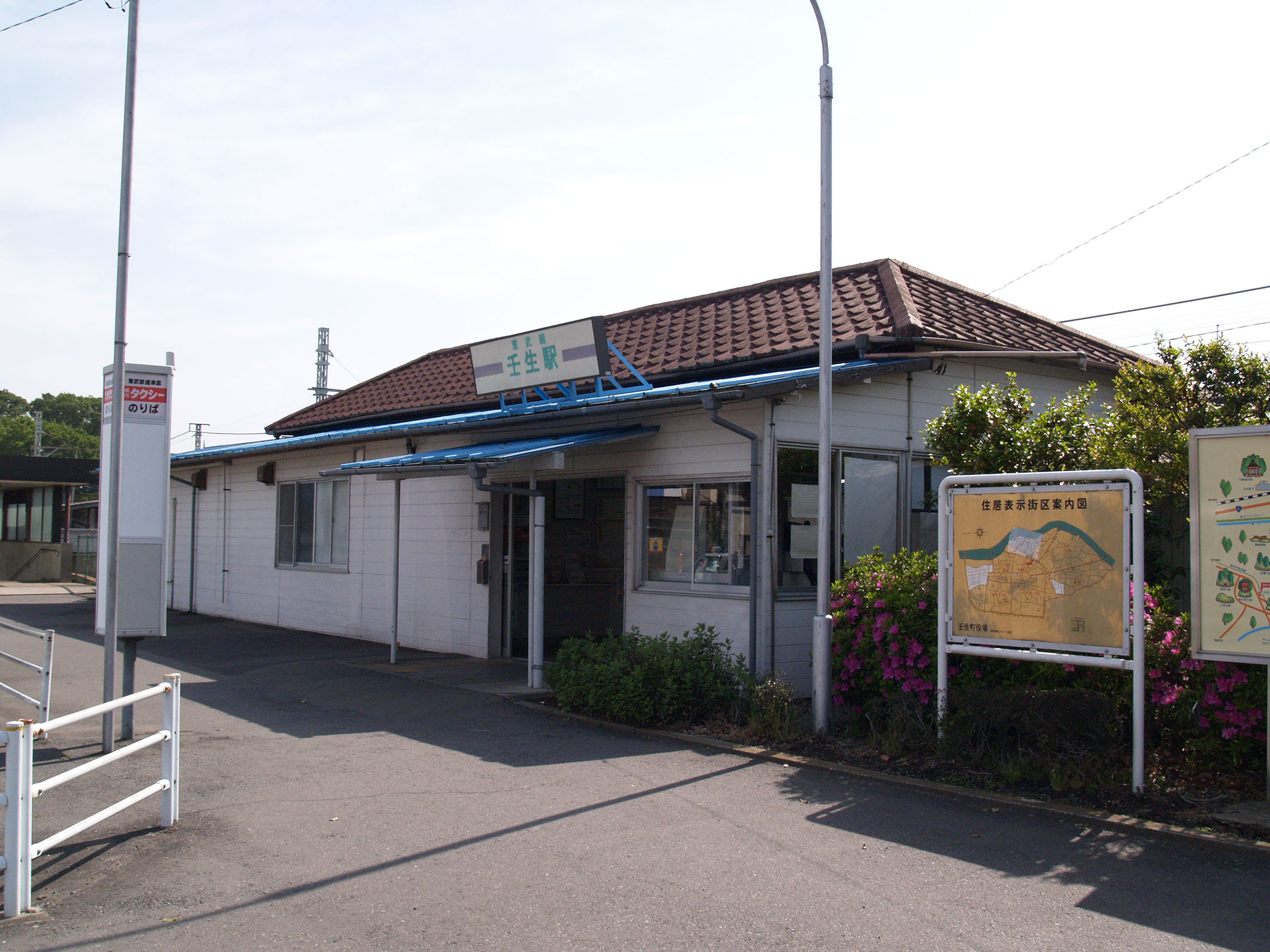
Estació de Mibu

### Ferrocarril
- Ferrocarril Tо̄bu
  - Mibu - Kuniya - Omocha no machi - Yasuzaka

### Carretera
- Autopista del Nord de Kantо̄ (Kita-Kantō)
- Nacional 121 - Nacional 352